# Mordella punctulata
Mordella punctulata es una especie de coleóptero de la familia Mordellidae.

## Distribución geográfica
Habita en Brasil.